# Right (David Bowie-låt)
Right är en låt skriven och framförd av David Bowie och finns med på hans album Young Americans från 1975. Låten släpptes även som B-sida till Fame, (skriven tillsammans med John Lennon och Carlos Alomar), som blev Bowies första Billboard Hot 100 etta.